# Улица страха, 2. део: 1978.
Улица страха, 2. део: 1978. (енгл. Fear Street Part Two: 1978) амерички је слешер хорор филм из 2021. године, редитељке Ли Јаник, са Сејди Синк, Емили Рад, Рајан Симпкинс, Макејбом Слајом, Тедом Садерландом и Џилијан Џејкобс у главним улогама. Представља други део трилогије Улица страха, која је базирана на серији романа Р. Л. Стејна, као и наставак филма Улица страха, 1. део: 1994.
Филм је сниман у Џорџији паралелно са преостала два дела из трилогије у продукцији издавачке куће Твентит сенчури фокс. Објављен је 9. јула 2021, на Нетфликсу. Добио је позитивне оцене критичара, боље и од првог и од трећег дела, а посебно су похваљене три главне глумице, Синк, Рад и Симпкинс.
Други део трилогије Улица страха представља омаж слешерима из периода 1970-их и 1980-их, као што су Ноћ вештица (1978), Петак тринаести (1980), Спаљивање (1981), Петак тринаести 2 (1981) и Камп за преспавати (1983). Снимање се већим делом одвијало у кампу Рутлеџ, који се налази преко пута кампа Данијел Морган, локације на којој је сниман Петак тринаести 6: Џејсон живи (1986).
Последњи део трилогије објављен је недељу дана касније, 16. јула 2021, и носи наслов Улица страха, 3. део: 1666.

## Радња
Након догађаја из претходног дела, Дина и Џош одводе Сем у кућу госпође Берман, једне од ретких који су преживели масакр у летњем кампу Најтвинг 1978. године. Иако у почетку одбија да им помогне, Берманова на крају пристају да им исприча детаље из ноћи када су се одиграла убиства. Испоставља се да сва убиства повезује исто проклетство које је бачено да Шејдисајд 1666. године.

## Улоге
| Глумац              | Улога                       |
| ------------------- | --------------------------- |
| Сејди Синк          | Зиги Берман                 |
| Емили Рад           | Синди Берман                |
| Рајан Симпкинс      | Алис                        |
| Макејб Слај         | Томи Слејтер                |
| Тед Садерланд       | млади Ник Гуд               |
| Џордана Спиро       | медицинска сестра Мери Лејн |
| Џордин Динатале     | Руби Лејн                   |
| Кјара Аурелија      | Шила                        |
| Дру Скид            | Гери                        |
| Сем Брукс           | Арни                        |
| Жаки Вене           | Џоан                        |
| Мајкл Провост       | Курт                        |
| Брендон Спинк       | млађи Вил Гуд               |
| Метју Зак           | мајор Вил Гуд               |
| Елизабет Скопел     | Сара Фир                    |
| Кијана Мадеира      | Дина Џонсон                 |
| Оливија Скот Велч   | Саманта „Сем” Фрејзер       |
| Бенџамин Флорес мл. | Џош Џонсон                  |